# 長崎貿易

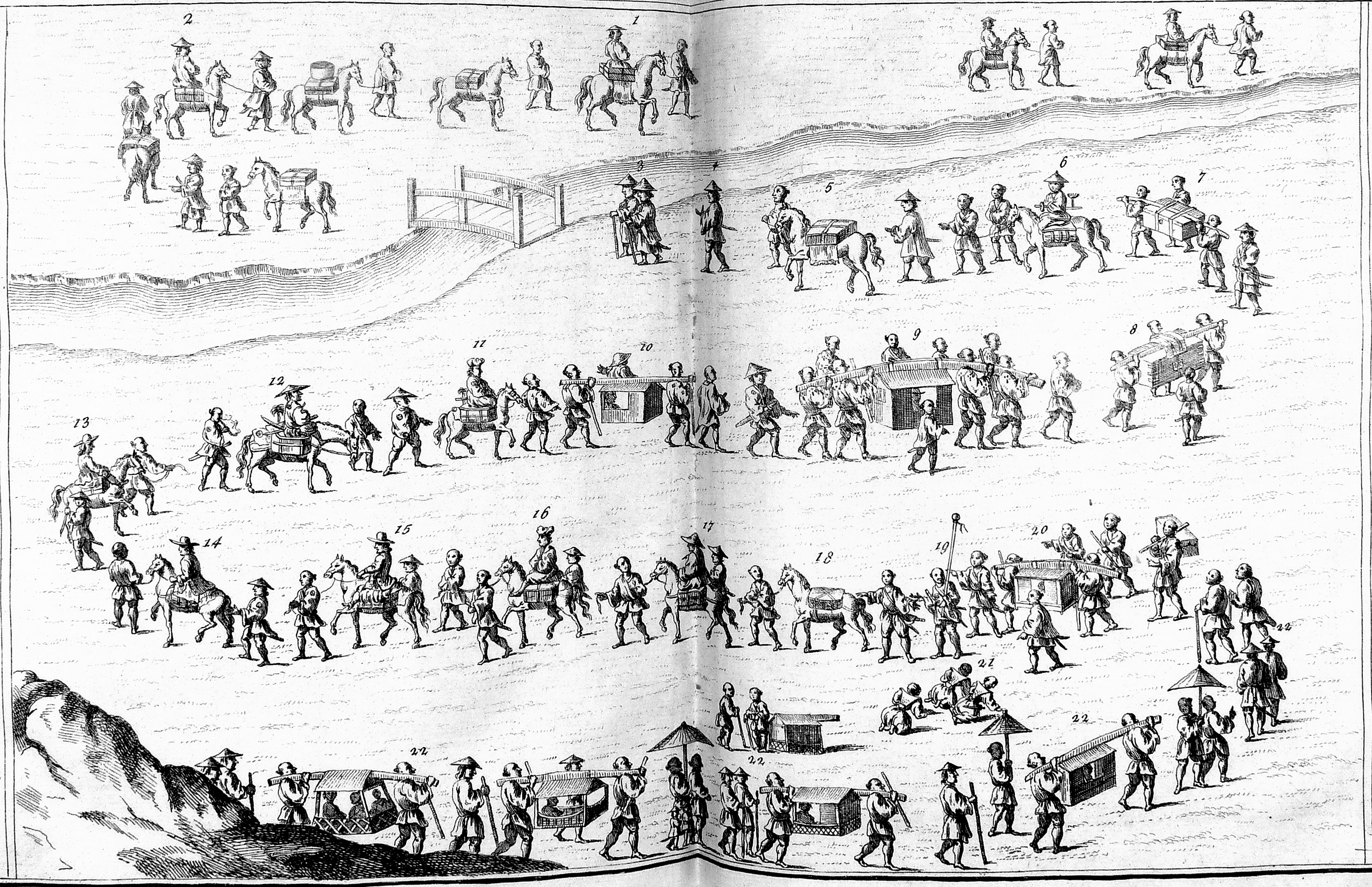
江戸に向かうオランダ人たちの行列を描いたイラスト（17世紀）

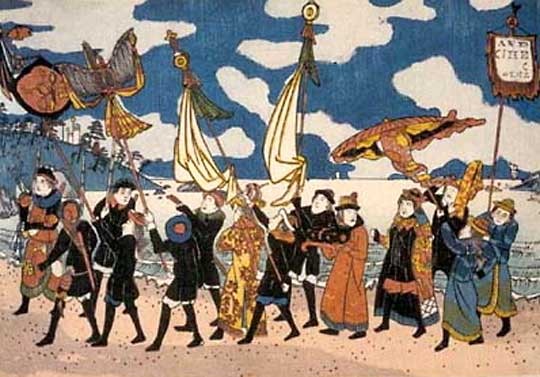
江戸に向かうオランダ人たちの行列を描いた浮世絵（19世紀）

長崎貿易（ながさきぼうえき）は、日本の安土桃山時代から江戸時代に長崎において行われた貿易である。

## 長崎港の歴史
ポルトガルの貿易船は1550年以来平戸に来航していたが、1561年のポルトガル人殺傷事件（宮ノ前事件）をきっかけに、大村純忠より提供された横瀬浦（長崎県西海市）に移った。大村氏の内紛で横瀬浦が焼き払われると、元亀元年（1570年）に純忠は長崎を提供、翌元亀2年4月27日（1571年5月30日）、最初のポルトガル船が寄港した。以降、長崎は南蛮貿易の中心地として発展する。その後天正8年（1580年）、純忠は長崎港周辺をイエズス会に教会領として寄進した。天正16年（1588年）には豊臣秀吉直轄領となる。江戸幕府が成立すると、慶長10年（1605年）長崎は天領となった。
元和2年（1616年）、中国船以外の船の入港が長崎・平戸に限定され、寛永13年（1636年）には出島が完成し、それまで市内に住んでいたポルトガル人は出島に閉じ込められた。寛永16年（1639年）にポルトガル人が追放され「鎖国」が完成する。出島は空き地となってしまったが、2年後の寛永18年（1641年）に平戸からオランダ商館が移設され、ポルトガル人同様オランダ人も出島に隔離された。のちには中国人も市内の特定地域にのみ居住が許されるのみとなった。

## 江戸時代の貿易方法の推移
明暦元年（1655年）から寛文11年（1671年）にかけて、一時的に自由貿易が認められたが、それ以外は管理貿易が行われていた。

### 糸割符制度（1604年 - 1655年）
南蛮貿易で輸入されたのは主に生糸（白糸）であった。スペインはこれで莫大な利益を上げていたが、その支払いのため多量の貨幣が国外へ流出した。このため慶長9年（1604年）に幕府により定められた糸割符制度で生糸の価格統制が行われた。しかし、生糸以外の取引は自由であった（相対売買仕方）。
明暦元年（1655年）中国商人の抵抗（この背景には鄭成功がいたと言われている）を受け糸割符制度は廃止され、相対売買仕方による自由貿易となる。

### 貨物市法（1672年 - 1684年）
自由貿易が認められたことにより貿易量は増大したが、その支払いのための金銀の流出も増大した。これを抑制するために寛文12年（1672年）に貨物市法が制定された。これは「市法会所」が入札により輸入品の値段を決定し、一括購入する制度である。この取引で仕入れた品物を他都市の商人に売却するが、その際の差額の6割が長崎に還元され、市街の整備などが行われた。

### 定高貿易法（1685年 - 1714年）
しかし、中国商人が薄利・多売をしてきたことで、金銀流出は思ったよりも減らなかった。このため貞享2年（1685年）、定高貿易法を制定し、貿易額の制限が開始された。当初中国船は年間銀6000貫目・オランダ船は年間銀3000貫目と上限が定められた。特に出入りの多い中国船については、船の積荷高・出帆地・乗員数などを勘案して、1艘ごとの定高を定め、それ以上の積荷は本国に持ち帰らせた。のちに定高を超える積荷については、銅・俵物・諸色との物々交換による決済（代物替）を条件に交易を許した。

### 海舶互市新例（1715年 - 1857年）
定高貿易法による貿易制限は比較的上手く行っていたが、正徳5年（1715年）、新井白石により海舶互市新例（長崎新例）が制定され、定高を超える積荷に関しては代物替のみでの決済を認めた。このため、国産の生糸や、陶磁器など日本からの製品輸出が増えることになる。また中国船には信牌（許可証）を発行し、来航数は年30隻に限った。
その後、寛保2年（1742年）と寛政2年（1790年）に2度にわたって定高の半減令が出された。ただし、宝暦13年（1763年）以後、外国船が金銀をもって銅以外の俵物・諸色を交易する場合には外売（ほかうり）・別段売の名目で定高の枠外とされるなど、金銀銅の流出を伴わない貿易については許容されたため、長崎貿易全体の交易額は大きな減少を見せなかった。
安政4年8月29日（1857年10月16日）に締結された日蘭追加条約で自由貿易関係への移行を前提とした貿易規制の緩和が定められた。翌安政5年（1858年）には安政五カ国条約が締結され、安政6年6月5日（1859年7月4日）に長崎は再び開港し、自由貿易が始まった。

## 貿易ノウハウ独占の弊害
「鎖国」中に、オランダ船が来航できるのは長崎のみであった。結果長崎は貿易に関するノウハウを独占し、やがて「御老中でも　手が出せないのは　大奥・長崎・金銀座」と言われるまでになる。初期には貨物市法を制定した牛込重忝や、新井白石の過激な主張を押さえた大岡清相などの有能な長崎奉行がいたが、後には、短い赴任期間中には貿易実態の把握ができず、地下役人に全てを任せる状態となっていた。